# Thomas Latimore
Thomas Latimore, né le 28 juin 1890 au Tennessee et disparu en juillet 1941 à Oahu à Hawaï, puis déclaré mort le 19 juillet 1942, est un homme politique américain. Il est gouverneur des Samoa américaines du 10 au 17 avril 1934.